# دستور جمهورية مصر العربية (1971)
دستور 1971 في مصر هو أول دستور بعد ثورة 1952. تم إقراره في عهد الرئيس محمد أنور السادات بعد استفتاء شعبي في 11 سبتمبر 1971 وسمي ب"دستور مصر الدائم"، تم تعديله عدّة مرّات، وظل العمل به جاريا إلي أن تم تعطيله من قبل المجلس الأعلي للقوات المسلحة في 13 فبراير 2011 بعد قيام ثورة 25 يناير وتنحي الرئيس حسني مبارك في 11 فبراير 2011.

## خلفية
بعد وفاة الرئيس جمال عبد الناصر في 28 سبتمبر 1970، تولى السلطة مؤقتاً نائبه السيد محمد أنور السادات إلى أن تم ترشيحه بواسطة مجلس الأمة لرئاسة الجمهورية وقد تمت الموافقة علي رئاسته للجمهورية في الإستفتاء الشعبي الذي أجري في منتصف أكتوبر 1970. وفي 20 مايو 1971 طلب الرئيس السادات من مجلس الشعب وضع مشروع دستور جديد فقرر المجلس بجلسته المنعقدة في نفس اليوم تشكيل لجنة تحضيرية من خمسين عضوا من أعضائه ومن أهل الرأي والخبرة ورجال الدين. وفي جلسته المنعقدة في 25 مايو 1971، تقدم لعضوية اللجنة التحضيرية ثمانون من أعضاء المجلس، فقرر المجلس أن يرفع عدد الأعضاء من 50 إلي 80 عضوا واعتبر جميع المتقدمين أعضاء في اللجنة.
وقسمت اللجنة التحضرية إلي لجان اربع وهي:
- اللجنة الأولى: واختصت بدراسة المقومات الأساسية للمجتمع والحريات والأخلاق.
- اللجنة الثانية: واختصت بدراسة نظام الحكم.
- اللجنة الثالثة: واختصت بدراسة نظام الإدارة المحلية والقوانين الأساسية.
- اللجنة الرابعة: واختصت بتلقي مقترحات الجماهير وتلخيصها وتوزيعها في اللجان السابقة تبعا لاختصاصها.

وباشرت هذه اللجان عملها، حتي انتهت اللجنة التحضيرية إلى تقديم تقريرها عن المبادئ الأساسية لمشروع الدستور إلي مجلس الشعب، ووافق المجلس على المشروع، والذي عرض مع وثيقة إعلانه على الشعب للإستفتاء عليه في 11 سبتمبر 1971، عملا بأحكام المادة 193 من ذات الدستور.

## التعديلات
و قد استمر العمل بهذا الدستور حوالي أربعين عاماً منذ إقراره في سبتمبر 1971 وحتى تم تعطيله من قبل المجلس الأعلى للقوات المسلحة في 13 فبراير 2011 بعد قيام ثورة 25 يناير وتنحي الرئيس حسني مبارك في 11 فبراير 2011. ومر هذا الدستور بثلاثة تعديلات في أعوام 1980 و2005 و2007، هي:
- التعديلات في 22 مايو 1980:
  - التعديل الذي سمح بتجديد مدة الرئاسة لأكثر من مدة تالية
  - التعديل الدستوري المنشئ لمجلس الشورى
  - التعديل الدستوري الذي جعل الشريعة الإسلامية المصدر الرئيسي للتشريع
- التعديل في 25 مايو 2005:
  - التعديل الدستوري الخاص بتحويل نظام شغل منصب الرئاسة من الإستفتاء إلى الانتخاب وشروط الترشح لمنصب رئيس الجمهورية.
- التعديلات في 26 مارس 2007:
  - التعديل الدستوري الخاص بشكل النظام الاقتصادي للدولة وتخفيف شروط الترشح للرئاسة.
  - التعديل الدستوري الخاص بأفكار المواطنة وحقوق المواطن

### تعديلات 22 مايو 1980
- في يوليو عام 1979 تقدم أكثر من ثلث أعضاء مجلس الشعب بثلاث طلبات متضمنةً مقترحات لتعديل الدستور استناداً لنص المادة (189)، وتضمنت هذه المقترحات تعديل بعض المواد، وإضافة مواد جديدة.
- أوكل مجلس الشعب إلى لجنة خاصة مشكلة من رئيس المجلس، و17 عضواً من أعضائه مهمة النظر في هذه الطلبات، وأنهت هذه اللجنة عملها، وعرضت تقريرها على المجلس الذي أقر التعديلات.
- عُرضت هذه التعديلات الدستورية على الشعب المصري للإستفتاء عليها في يوم 22 مايو 1980، وتمت الموافقة عليها بأغلبية بلغت 98.86%.

المواد التي خضعت للتعديل هي المادة 1 - المادة 2 - المادة 4 - المادة 5 - المادة 77 وتم إضافة باب جديد هو الباب السابع الذي تضمن أحكاماً جديدة تخص إنشاء مجلس الشورى وسلطة الصحافة.

### تعديلات 25 مايو 2005
- تصاعدت حدة الأصوات المطالبة بالإصلاحات الديمقراطية مع بداية عام 2005، وتراوحت مطالبها ما بين إدخال تعديلات على البنية الدستورية والتشريعية للحياة السياسية في مصر، ومعارضة التجديد للرئيس السابق حسني مبارك لفترة رئاسية خامسة، ومواجهة احتمالات توريث السلطة لإبنه جمال، أمين السياسات والأمين العام المساعد بالحزب الوطني الديمقراطي الذي كان مسيطراً على الحكم.
- في فبراير 2005 أعلن الرئيس السابق عن مبادرة لتعديل المادة (76) من الدستور، بحيث يكون انتخاب رئيس الجمهورية عن طريق الاقتراع السري العام المباشر من جميع أفراد الشعب الذين لهم حق الانتخاب، بدلاً من اختيار رئيس الجمهورية بطريق الإستفتاء، بعد ترشيح مجلس الشعب لشخص واحد للرئاسة.
- ووفقاً للمادة لنص المادة (189) تقدم بطلب إلى مجلس الشعب بشأن التعديل المذكور، وبإضافة مادة جديدة برقم (192) مكرراً.
- أقر مجلس الشعب في 10 مايو 2005 تعديل المادة 76 من الدستور بعد موافقة 405 من الأعضاء على هذا التعديل.
- طُرحت المادة بشكلها الجديد للإستفتاء الشعبي في 25 مايو 2005، وجاءت الموافقة عليها بنسبة تقريبية بلغت 83% من إجمالي نسبة المشاركين في الإستفتاء.
- ارتباطاً بالمادة (76) من الدستور، فقد تم إضافة مادة جديدة هي المادة 192 مكرراً، والتي تم فيها تغيير مسمى الإستفتاء إلى الانتخاب في كل المواد التي ترتبط باختيار رئيس الجمهورية.
- الشروط التعجيزية التي تضمنتها المادة (76) في صيغتها النهائية التي وافق عليها مجلس الشعب دفعت العديد من الأحزاب السياسية وبعض الحركات السياسية المعارضة إلى مقاطعة الإستفتاء الشعبي والدعوة إلى ذلك، وأيضاً مقاطعة الإنتخابات الرئاسية التي جرت في سبتمبر 2005 تطبيقاً للتعديل المذكور، وتنافس فيها تسعة من مرشحي الأحزاب السياسية مع الرئيس السابق الذي حصل على 88.5% من نسبة الأصوات.

المواد التي خضعت للتعديل هي المادة 76 والمادة 192.

### تعديلات 26 مارس 2007
- في ديسمبر عام 2006 بعث الرئيس السابق حسني مبارك برسالة جديدة للبرلمان طلب فيها تعديل 34 مادةً من مواد الدستور، وهو ما يقترب من سدس النصوص الدستورية التي يحتويها دستور عام 1971.
- وافق مجلس الشورى في 13 مارس 2007، ومجلس الشعب في 19 مارس 2007 بالأغلبية على التعديلات الدستورية المطروحة.
- وفي 26 مارس 2007، أُجري الإستفتاء على هذه التعديلات للمواد الـ 34، ووافق عليها الشعب بنسبة بلغت 75.9%.
- أبرز ما تضمنته هذه التعديلات تمثل في الآتي:
  - إلغاء كل ما يخص الاشتراكية والسلوك الاشتراكي وتحالف قوى الشعب العاملة، وما شابه ذلك.
  - النص على مبدأ المواطنة واعتبارها الأساس الذي يقوم عليه نظام الحكم (المادة 1).
  - حظر أي نشاط سياسي أو قيام الأحزاب على أساس الدين أو الجنس أو الأصل (المادة 5).
  - إنشاء لجنة عليا مستقلة للإشراف على الانتخابات- تكون لها صلاحيات مطلقة (المادة 88).
  - إحلال مادة مكافحة الإرهاب محل مادة المدعي العام الاشتراكي (المادة 179).
  - التخفيف (غير المؤثر) من شروط مشاركة الأحزاب السياسية في الانتخابات الرئاسية (المادة 76).
  - تقنين حماية البيئة واعتبارها واجب وطني (الماددة 59).

المواد المعدلة هي: المادة 1 - المادة 4 - المادة 5 - المادة 12 - المادة 24 - المادة 30 – المادة 33 - المادة 37 - المادة 56 - المادة 59 - المادة 62 - المادة 73 - المادة 74 - المادة 76 - المادة 78 - المادة 82 - المادة 84 - المادة 85 - المادة 88 - المادة 94 - المادة 115 - المادة 118- المادة 127- المادة 133- مادة 136- مادة 138- المادة 141- المادة 161 - المادة 173- المادة 179 - المادة 180- المادة 194 - المادة 195- المادة 205.

## تعطيل الدستور والفترة الانتقالية
في 10 فبراير 2011، أثناء ثورة 25 يناير، صرح الرئيس المصري السابق حسني مبارك أنه طلب تعديل المواد 76، 77، 88، 93 و189 وأن تزال المادة 179. مبارك تنحى في اليوم التالي.
وفي 13 فبراير 2011، عطل الجيش العمل بالدستور. ونشرت الحكومة العسكرية في 26 فبراير 2011 طرحا لتعديل المواد 76، 77، 88، 93، 139، 148 و189 وإزالة المادة 179. تم تمرير التعديلات في إستفتاء وافق عليه 77.2% من المستفتين.
في 30 مارس 2011، أبطل الدستور عمليا حيث مرر المجلس الأعلى للقوات المسلحة الحاكم إعلانات دستوريا جديدا. وتم التعامل مع الإعلان الدستوري كمسودة يعمل بها في الفترة الانتقالية بعد الثورة، وحتى صياغة دستور جديد وإقراره.
اشتمل الدستور المؤقت على التعديلات الأخيرة، ومواد مؤقتة تعرّف سلطات الفروع التنفيذية والقضائية ومهد الطريق لإنتخابات برلمانية في سبتمبر وانتخابات رئاسية في نوفمبر. كما أنه نص على تكون لجنة صياغة دستور لكتابة دستور جديد.